# それもきっとしあわせ
「それもきっとしあわせ」は、日本の女性歌手、鈴木亜美のコラボレーション企画“join”の3枚目のシングル。

## 解説
- 2007年3月7日にavex traxよりリリース。
- 3週連続シングル第3弾。キリンジとコラボレーションを行った。
- 今作について、キリンジは十年後も彼女に歌って貰えるようにと思って作成したと語っている。
- 同月21日発売のアルバム『CONNETTA』にも収録された。
- c/wにはナレーション・ドラマプロジェクト"join"の第3弾が収録。ナレーション・ドラマ第1弾はシングル「O. K. Funky God」（鈴木亜美 joins Buffalo Daughter）、第2弾はシングル「Peaceお届け!!♡」(鈴木亜美 joins THC!!) にそれぞれ収録されている。なおこのストーリーはアルバム『CONNETTA』(CD+AタイプDVD)に収録されたオリジナルショートムービー"join"とも繋がっている。
- この曲のプロモーションビデオは、上記ショートムービー"join"のダイジェストという形になっている。
- 2011年10月19日にリリースされたキリンジのアルバム『SONGBOOK 〜Connoisseur Series〜』には、DISC 1にキリンジによるセルフカバー、DISC 2に鈴木のバージョンが収録された。
- 2017年9月にリリースされたKaede (Negicco)のソロ・シングル「あの娘が暮らす街（まであとどれくらい?）」のカップリングに、この曲のカバーが収録された[1]。

## 収録曲
1. それもきっとしあわせ
作詞：堀込高樹 / 作曲：堀込泰行 / 編曲：キリンジ
2. それもきっとしあわせ "Basic Session Version"
3. Narration Drama 「join」 #3 〜the days after〜
  - Cast：Ami Suzuki ＋ Hiroyuki Onoue（尾上寛之）
  - Directed & Written by Kazuya Shiraishi（白石和彌）